# Databasemanagementsysteem
Met een databasemanagementsysteem (dbms) wordt een systeem aangeduid dat als database opgeslagen gegevens ontsluit, bewaakt en beheert. Een database bestaat soms uit drie onderdelen: de opgeslagen gegevens (in één of meer bestanden), het programma waarmee de gegevens worden onderhouden (DBMS) en eventueel de gebruikersomgeving (client) die het gebruikers mogelijk maakt om de gegevens te behandelen. Meestal is er één DBMS actief voor meer dan een gebruiker. Bekende en veelgebruikte programma's zijn relationele dbms'en (afgekort tot rdbms) zoals MySQL, Microsoft SQL Server en Oracle Database.

## Voorbeelden
- Berkeley DB
- Caché
- Clipper
- DB2
- IDMS
- IDS (hiërarchisch)
- dBase
- FileMaker
- Firebird
- FoxPro
- Informix
- MariaDB
- mSQL
- Microsoft Access
- Microsoft SQL Server
- MySQL
- Oracle Database
- Paradox
- PostgreSQL
- SmallSQL
- SQLite
- Sybase
- Turboveg